# Ativo subjacente
Um ativo subjacente,  também tratado por ativo-objeto, ativo de suporte ou ativo de base, é um ativo com base no qual é confeccionado um contrato derivativo. Trata-se do ativo primário, do qual deriva um outro ativo. Portanto um ativo subjacente é o objeto básico para um contrato de opção ou para um contrato de futuro negociado em bolsa de valores. 
O ativo subjacente pode ser uma dada ação, commodity, moeda, um dado índice, um contrato de opção ou outro instrumento financeiro (qualquer contrato que dê origem a um ativo financeiro, para uma entidade, e a um passivo financeiro, para outra entidade ), enquanto que seus  respectivos ativos derivativos seriam: um contrato de opção de compra ou venda de uma ação, um contrato de futuro ou de opção de uma commodity, um contrato de futuro de uma moeda, um contrato futuro de um índice, um contrato futuro de um contrato de opção ou de qualquer outro instrumento financeiro. A variação do preço do ativo subjacente determina os ganhos ou as perdas dos contratantes do ativo derivativo. 